# Enallagma laterale
Enallagma laterale – gatunek ważki z rodziny łątkowatych (Coenagrionidae). Występuje na terenie Ameryki Północnej.